# Chen He
Chen He (chino: 陳赫, pinyin: Chén Hè; Changle, Fujian; 9 de noviembre de 1985), también conocido como Michael Chen, es un actor y personalidad de televisión chino.

## Biografía
Es hijo de la actriz Hu Xiaoling.
Su tío es el director de cine chino Chen Kaige y su primo el actor Arthur Chen.
Se entrenó en el "Shanghai Theatre Academy".
En 2013 se casó con Layla Xu, sin embargo el matrimonio terminó en 2014.
En 2016 se casó con la actriz y modelo china Zhang Zixuan, el 23 de octubre del mismo año le dieron la bienvenida a su primera hija.

## Carrera
Es miembro de la agencia "Huayi Brothers".
En 2009 se unió a la comedia romántica IPartment donde interpretó al presentador Zeng Xiaoxian, hasta 2012.
En 2014 se unió al elenco principal del exitoso programa de variedades chino Keep Running, donde formó parte hasta el 2018 después de que dejara el programa debido a conflictos con horarios de otros trabajos.
El 9 de octubre del 2020 se unirá al elenco principal de la serie Sniper donde dará vida al villano francotirador Chi Tiecheng.

## Filmografía

### Series de televisión
| Año                     | Título                      | Personaje                | Notas        |
| ----------------------- | --------------------------- | ------------------------ | ------------ |
| 2020 - presente         | Sniper                      | Chi Tiecheng             | -            |
| 2019                    | Bureau of Transformer       | Chi Yun                  | -            |
| 2019                    | The Neighbour is My Ex-Wife | Pan Xiangdong            | -            |
| 2017                    | Master Healing              | Lin Youyang              | (cameo)      |
| 2016                    | Legend of Ace               | Lin San                  | -            |
| 2015                    | Three Dads                  | Zhang Yinan              | -            |
| 2015                    | Laughter Medical Center     | Doctor Zhu               | -            |
| 2015                    | Monthly                     | He Shaoyong              | -            |
| 2014                    | The Young Doctor            | Zhang Jun                | (cameo)      |
| 2014                    | Love is Back                | Gao Jian                 | -            |
| 2009, 2011 - 2012, 2014 | IPartment                   | Zeng Xiaoxian            | 41 episodios |
| 2013                    | Longmen Express             | Yi Jigao                 | (cameo)      |
| 2013                    | Love Destiny                | Tang Li / Tang Guanzhong | -            |
| 2012                    | My Father's Love            | Leng Leilei              | -            |
| 2011                    | Waking Love Up              | Zeng Xiaoxian            | (cameo)      |
| 2010                    | Days with the Air Hostess   | Zeng Xiaoxian            | -            |

### Películas
| Año  | Título                  | Personaje     | Notas                                                                        |
| ---- | ----------------------- | ------------- | ---------------------------------------------------------------------------- |
| 2018 | Mad Ebriety             | -             | (cameo)                                                                      |
| 2017 | The Founding of an Army | Si Li         | junto a Han Geng, Wang Ting y Daniel Wu                                      |
| 2016 | Super Express           | -             | junto a Song Ji-hyo, David Belle, Yuan Li y Benoit Lavelatte                 |
| 2016 | Everybody's Fine        | -             | junto a Zhang Guoli, Yao Chen, Ye Qianyun, Shawn Dou, Zhang Yi y Zhou Dongyu |
| 2015 | Detective Chinatown     | Huang Landeng | junto a Wang Baoqiang, Tong Liya, Liu Haoran y Xiao Yang                     |
| 2015 | Love in the Office      | Niu Dun       |                                                                              |

### Programas de variedades
| Año                     | Programa                                   | Notas                                |
| ----------------------- | ------------------------------------------ | ------------------------------------ |
| 2019                    | Back to Field S3                           | 2 episodios - invitado               |
| 2019                    | Forget Me Not Cafe (忘不了餐厅)            | 2 episodios                          |
| 2019                    | Great Escape                               | (ep. #9-10) - invitado               |
| 2019                    | 笑傲江湖第四季                             |                                      |
| 2013 - 2014, 2017, 2019 | Happy Camp                                 | 8 episodios - invitado               |
| 2018                    | Beyond it! Hero (超越吧！英雄)             | miembro                              |
| 2018                    | 野生厨房                                   |                                      |
| 2018                    | Brave World (勇敢的世界)                   | 2 episodios - invitado               |
| 2018                    | 哥哥别闹啦                                 |                                      |
| 2018                    | Saturday Night Live China (周六夜现场)     |                                      |
| 2018                    | Familiar Taste Season 3 (熟悉的味道第三季) |                                      |
| 2018                    | 青春同学会                                 |                                      |
| 2014 - 2018             | Keep Running                               | 75 episodios - miembro               |
| 2017                    | 王者出击                                   |                                      |
| 2017                    | 就匠变新家                                 |                                      |
| 2017                    | 我爱二次元                                 |                                      |
| 2017                    | Back to Field S1                           | 2 episodios - invitado               |
| 2016                    | Go Wardrobe (拜托了衣橱)                   |                                      |
| 2016                    | I am DOUBI Season 2 (好笑头条君第二季)     |                                      |
| 2016                    | Date Super Star (约吧！大明星)             | 3 episodios                          |
| 2016                    | Ace vs Ace (王牌对王牌)                    | 2 episodios - (ep.# 1, 5) - invitado |
| 2016                    | 尖叫吧路人                                 |                                      |
| 2014                    | honey!Go! (真爱在囧途)                     | junto a Layla Xu                     |
| 2012                    | 今夜说点事                                 |                                      |

### Revistas / sesiones fotográficas
| Año  | Título                  | Notas |
| ---- | ----------------------- | ----- |
| 2017 | 潮流生活                |       |
| 2015 | So Cool                 |       |
| 2012 | Fashion Weekly (风尚志) |       |

### Eventos
| Año  | Actividad                         | Notas                          |
| ---- | --------------------------------- | ------------------------------ |
| 2019 | 2020 iQiYi Scream Night           |                                |
| 2019 | League of Legends 8th Anniversary | junto a Vin Zhang y Dylan Wang |

## Discografía

### Singles
| Año  | Título                          | Álbum                                               | Notas |
| ---- | ------------------------------- | --------------------------------------------------- | ----- |
| 2019 | My Motherland and I             | Promocional para la película "My People My Country" |       |
| 2018 | Youth is Different (青春不一样) | -                                                   |       |
| 2016 | Super Express (超级快递)        | OST de "Super Express"                              |       |
| 2016 | Super Hero (超级英雄)           | Canción para "Keep Running"                         |       |
| 2015 | A Letter of Home (一封家书)     | OST de "Everybody's Fine"                           |       |
| 2015 | 少年三国志                      | Canción para el juego de celular "少年三国志"       |       |
| 2013 | Fool (傻瓜傻瓜)                 | OST de "Love Destiny"                               |       |
| 2013 | A Gift That Cries (会哭的礼物)  | OST de "Love Destiny"                               |       |
| 2012 | Love Apartment (爱情公寓)       | OST de "iPartment 3"                                |       |

### Otras canciones
| Año  | Título                            | Álbum                                                  | Notas                                                                                            |
| ---- | --------------------------------- | ------------------------------------------------------ | ------------------------------------------------------------------------------------------------ |
| 2020 | Let the World Be Filled With Love | Lanzado por China Federation of Literary & Art Circles | (Canción para apoyar a quienes luchan contra el coronavirus) - junto a otros artistas            |
| 2020 | 战疫                              | Lanzado por China Federation of Literary & Art Circles | (Canción y mensajes para apoyar a quienes luchan contra el coronavirus) - junto a otros artistas |

## Premios y nominaciones
| Año  | Categoría                                   | Premio                            | Serie / Película  | Resultado |
| ---- | ------------------------------------------- | --------------------------------- | ----------------- | --------- |
| 2015 | Best TV Star                                | TV Star Power List Award          | -                 | Ganó      |
| 2015 | Best Actor                                  | China Film Directors' Guild Award | Love on the Cloud | Nominado  |
| 2012 | Best New Actor                              | TV Drama Award                    | iPartment         | Nominado  |
| 2012 | Favorite Actor: Mainland                    | TV Drama Award                    | iPartment         | Nominado  |
| 2012 | Favorite Screen Couple (junto a Lou Yixiao) | TV Drama Award                    | iPartment         | Nominados |